# Libusza (opera)
Libusza (cz. Libuše, niem. Libusa) – opera uroczysta w trzech aktach z muzyką Bedřicha Smetany. Libretto (pierwotnie po niemiecku) napisał Josef Wenzig, a na język czeski przełożył je Ervin Špindler. Prapremiera światowa miała miejsce 11 czerwca 1881 w Teatrze Narodowym (Národní divadlo) w Pradze.

## Pierwsza obsada
| Rola                                 | Typ głosu | premiera (11.6.1881) |
| ------------------------------------ | --------- | -------------------- |
| Libuše, czeska księżniczka           | sopran    | Marie Sittová        |
| Přemysl ze Stadic                    | baryton   | Josef Lev            |
| Chrudoš                              | bas       | Karel Čech           |
| Šťáhlav, brat Chrudoša               | tenor     | Antonín Vávra        |
| Lutobor, ojciec Krasavy              | bas       | František Hynek      |
| Radovan                              | baryton   | Leopold Stropnický   |
| Krasava, córka Lutobora              | sopran    | Irma Reichová        |
| Radmila, siostra Šťáhlava i Chrudoša | alt       | Betty Fibichová      |
| Dyrygent: Adolf Čech                 |           |                      |

Libusza nawiązuje do wątków z czeskich legend i podań dotyczących tytułowej księżniczki, od której wywodził się ród Przemyślidów, uznawanej także za założycielkę Pragi.
Smetana nie uniknął ataków ze strony czeskich nacjonalistów zarzucających mu naśladownictwo neoniemiecczyzny i nadmiernie uleganie wpływom Richarda Wagnera. Istotnie, nawet komponując Libuszę bywał w Monachium na premierach Złota Renu oraz Walkirii, a potem także Tristana i Izoldy, można zatem w operze odnaleźć wagnerowskie wpływy. Chciał jednak, również niejako w kontrodpowiedzi skierowanej do swoich oponentów, skomponować operę o charakterze narodowym, typowo czeskim. Traktował ją jako „uroczyste tableau” przeznaczone na specjalne dla Czechów okazje i uroczystości. Połączył w partyturze bogactwo słowiańskich motywów ludowych z muzyką podniosłą. Opera czekała na swoje wykonanie aż dziewięć lat. W tym czasie kompozytor zdążył wystawić swoje trzy inne opery oraz wskutek intryg i niechęci wrogich mu środowisk ustąpić z funkcji dyrygenta, jednak od roku 1878 datuje się wzrost akceptacji dla jego dzieł także w kręgach konserwatywnych. Równolegle postępowały procesy zniedołężnienia tak fizycznego, jak też umysłowego oraz głuchota.
Pierwszą okazją do wystawienia Libuszy była wizyta austriackiego następcy tronu w Pradze w roku 1881. Podczas niej w nieukończonym jeszcze Teatrze Narodowym zorganizowano dla niego dziesięciodniowy stagione, na którym także wystawiono tę operę. Teatr wkrótce spłonął, a jego odbudowa trwała do roku 1883. Ponownie otwarto go 18 listopada 1883 także uroczystą premierą Libuszy. Dokładnie sto lat po otwarciu opera została wystawiona z okazji ponownego otwarcia Národní divadlo po jego pełnej renowacji. Wyznaczając kolejne ważne daty dla praskiej opery, Libusza jest dziełem związanym przede wszystkim z tym miastem oraz Czechami. Wystawienia poza granicami bywają tylko sporadyczne.

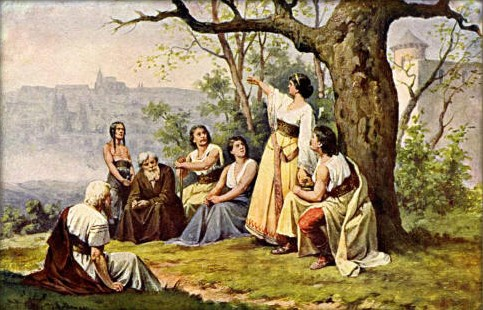
Josef Mathauser – Kněžna Libuše věští slávu Prahy (Libusza przepowiadająca chwałę Pragi)

## Nagrania
- 1949, Marie Podvalová, Theodor Šrubař, Karel Kalaš, Beno Blachut, Jaroslav Veverka, Bořek Rujan, Ludmila Červinková, Marta Krásová, Miluše Dvořáková, Miloslava Fidlerová, Věra Krilová, Jaroslav Gleich; Orkiestra Symfoniczna i Chór Praskiego Radia, dyr. Alois Klíma
- 1965, Naděžda Kniplová, Vacláv Bednár, Věra Soukupová; Chór i Orkiestra Teatru Narodowego w Pradze, dyr. Jaroslav Krombholc
- 1983, Gabriela Beňačková-Čápová, Václav Zítek, Antonín Švorc, Leo Marian Vodička, Eva Děpoltová; Chór i Orkiestra Teatru Narodowego w Pradze, dyr. Zdeněk Košler
- 1995, Eva Urbanová, Vratislav Kříž, Luděk Vele, Miloslav Podskalský, Miroslava Volková, Marie Veselá, Jan Markvart, Miroslav Švejda, Pavel Červinka, Jana Jonášová, Jitka Soběhartová, Helena Kaupová; Chór i Orkiestra Teatru Narodowego w Pradze, dyr. Oliver Dohnányi